# Grabenstätt
Grabenstätt ist eine Gemeinde im oberbayerischen Landkreis Traunstein.

## Geographie

### Lage
Die Gemeinde liegt im Chiemgau, etwa zweieinhalb Kilometer östlich der Mündung der Tiroler Ache in den Chiemsee auf einer Höhe von 527 m ü. NHN.
Die Nachbargemeinden sind: Übersee, Staudach-Egerndach, Bergen (Chiemgau), Traunstein und Chieming.

### Gemeindegliederung
Es gibt 41 Gemeindeteile:
- Aberg
- Bergen
- Brodeich
- Buch
- Eckering
- Erlstätt
- Fernbichl
- Fliegeneck
- Grabenstätt
- Gutharting
- Hachsenöst
- Hagenau
- Heilegart
- Hirschau
- Höring
- Hütt
- Innerlohen
- Kalsperg
- Kaltenbach
- Kraimoos
- Kroneck
- Langenspach
- Lenthal
- Marwang
- Niederndorf
- Oberaschau
- Obereggerhausen
- Osterbuchberg
- Pitzlloch
- Schneereut
- Sossau
- Stadeln
- Staudach
- Tettenmoos
- Unteraschau
- Untereggerhausen
- Vocking
- Wimm
- Winkl
- Wolferting
- Zeiering

Es gibt die Gemarkungen Erlstätt, Grabenstätt, Holzhausen (Gemarkungsteil 1) und Oberhochstätt (Gemarkungsteil 1).

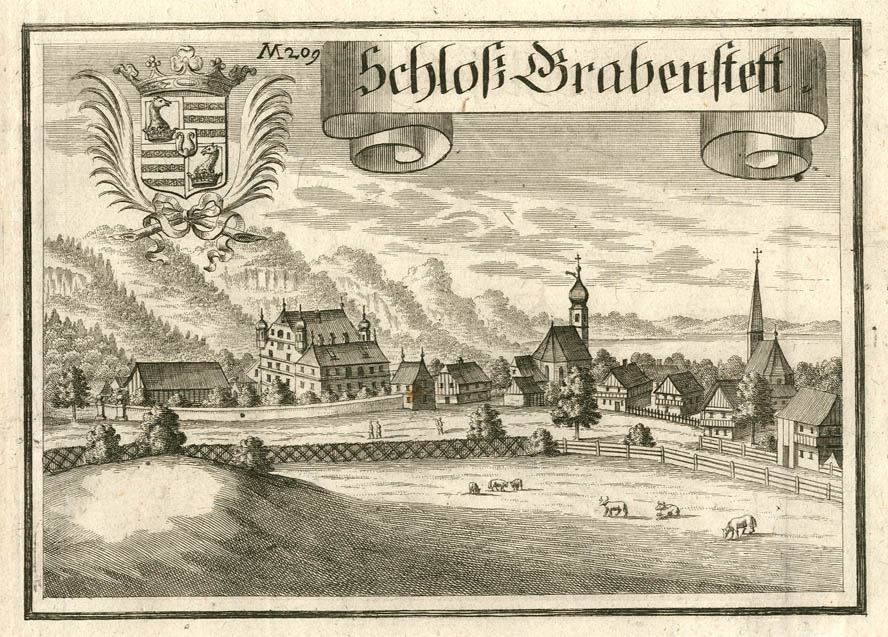
Grabenstätt im 18. Jahrhundert (Stich von Michael Wening)

## Geschichte

### Bis zur Gemeindegründung
Noch heute weisen die Grundmauern eines großen römischen Gutshofs (Villa rustika) bei Erlstätt auf die Besiedelung in keltisch-römischer Zeit hin. 
Erstmals urkundlich erwähnt wird Grabenstätt am 8. Juni 959 in einer Urkunde von König Otto dem Großen in Salzburg. Der Raum um Grabenstätt wird zu Beginn des 10. Jahrhunderts als comitatus Teginberti (Grafschaft des Reginbert) geführt. Dieser Verwaltungsbereich umfasste im Wesentlichen altbesiedeltes Land. Grabenstätt, das zunächst salzburgisches Urbar war, gelangte im Jahr 1275 an Bayern zurück. Das Gebiet blieb zwar salzburgisches Urbar, aber gerichtlich und landeshoheitlich fiel es an Bayern und war Sitz einer Hauptmannschaft des Amtes Oberchiemgau des Herzogtums Bayern, die die Orte Ober- und Untereggerhausen, Grabenstätt und Hirschau umfasste. Schloss Grabenstätt wurde Sitz einer offenen Hofmark, deren Inhaber im 18. Jahrhundert die Grafen von Rheinstein und Tattenbach waren. 1803 wurde die Hofmark aufgelöst.
Das bayerische Urkataster zeigt Grabenstätt in den 1810er Jahren als ein Kirchdorf mit 62 Anwesen und zwei Friedhöfen.
1818 wurde Grabenstätt im Zuge des Gemeindeediktes unter König Maximilian I. Joseph eine selbständige politische Gemeinde, deren amtliche Schreibweise 1870 von Grabenstadt zu Grabenstätt geändert wurde.

### Eingemeindungen
Im Zuge der Gebietsreform in Bayern wurden am 1. Januar 1972 Gebietsteile der aufgelösten Gemeinde Holzhausen eingegliedert. Am 1. Mai 1978 wurden im Zuge der Gemeindegebietsreform die bisherigen Gemeinden Grabenstätt, Erlstätt und Oberhochstätt zu einer neuen Gemeinde mit dem amtlichen Namen Grabenstätt zusammengeschlossen. Am 1. Januar 1982 wurden Ober- und Unterhochstätt in die Gemeinde Chieming umgegliedert.

### Einwohnerentwicklung
Zwischen 1988 und 2018 wuchs die Gemeinde von 3221 auf 4433 um 1212 Einwohner bzw. um 37,6 % – der höchste prozentuale Zuwachs im Landkreis im genannten Zeitraum.
- 1961: 2365 Einwohner
- 1970: 2586 Einwohner
- 1987: 3145 Einwohner
- 1991: 3343 Einwohner
- 1995: 3931 Einwohner
- 2000: 4090 Einwohner
- 2005: 4057 Einwohner
- 2010: 4250 Einwohner
- 2015: 4340 Einwohner
- 2020: 4430 Einwohner

## Politik

### Gemeinderat
Die Gemeinderatswahl 2020 ergab folgende Stimmenanteile und Sitzverteilung:
| Partei/Liste | 2020 |
| ------------ | ---- |
| CSU          | 6    |
| Bürgergruppe | 6    |
| Freie Wähler | 4    |
| Gesamt       | 16   |

### Bürgermeister
2020 wurde Gerhard Wirnshofer (Bürgergruppe und Freie Wähler) zum Ersten Bürgermeister gewählt.

### Wappen
| Wappen von Grabenstätt | Blasonierung: „In Silber, über blauem Dreiberg schwebend, ein Schwert mit schwarz und rot gebänderter Scheide zwischen zwei voneinander abgewendeten Widderhörnern, von denen das rechte rot, das linke schwarz ist.“ |
| Wappen von Grabenstätt | Wappenbegründung: Die Symbole des Wappens stellen auf mehrfache Weise Bezüge zur Geschichte der Gemeinde her. Wie römische Bodenfunde vor allem in Erlstätt belegen, gehört das heutige Gemeindegebiet von Grabenstätt zu den ältesten Siedlungsräumen des Chiemgaus. Das Schwert, als Richtschwert ein heraldisches Gerichtssymbol, erinnert an die erste urkundliche Nennung als Gerichtsstätte im späten 10. Jahrhundert. Mit comitatus Crapnastat wurde um 976 sogar ein Grafschaftsbezirk nach dem Ort bezeichnet. Der Dreiberg und die zwei Widderhörner sind aus dem Wappen der Herren von Widerspach übernommen, die seit Mitte des 16. Jahrhunderts den Hofmarkssitz Grabenstätt innehatten. Es gelang den Widerspachern, Güterbestand und Rechte in Grabenstätt zu einer geschlossenen Hofmark auszubauen. Die Familie ließ ab 1595 das Schloss neu erbauen und um 1680 erweitern. Die Familie starb 1706 aus. Später wurde ein Großteil der Hofmarksgüter wieder vom Kurfürsten eingezogen. Dieses Wappen wird seit 1952 geführt. |

## Sehenswürdigkeiten

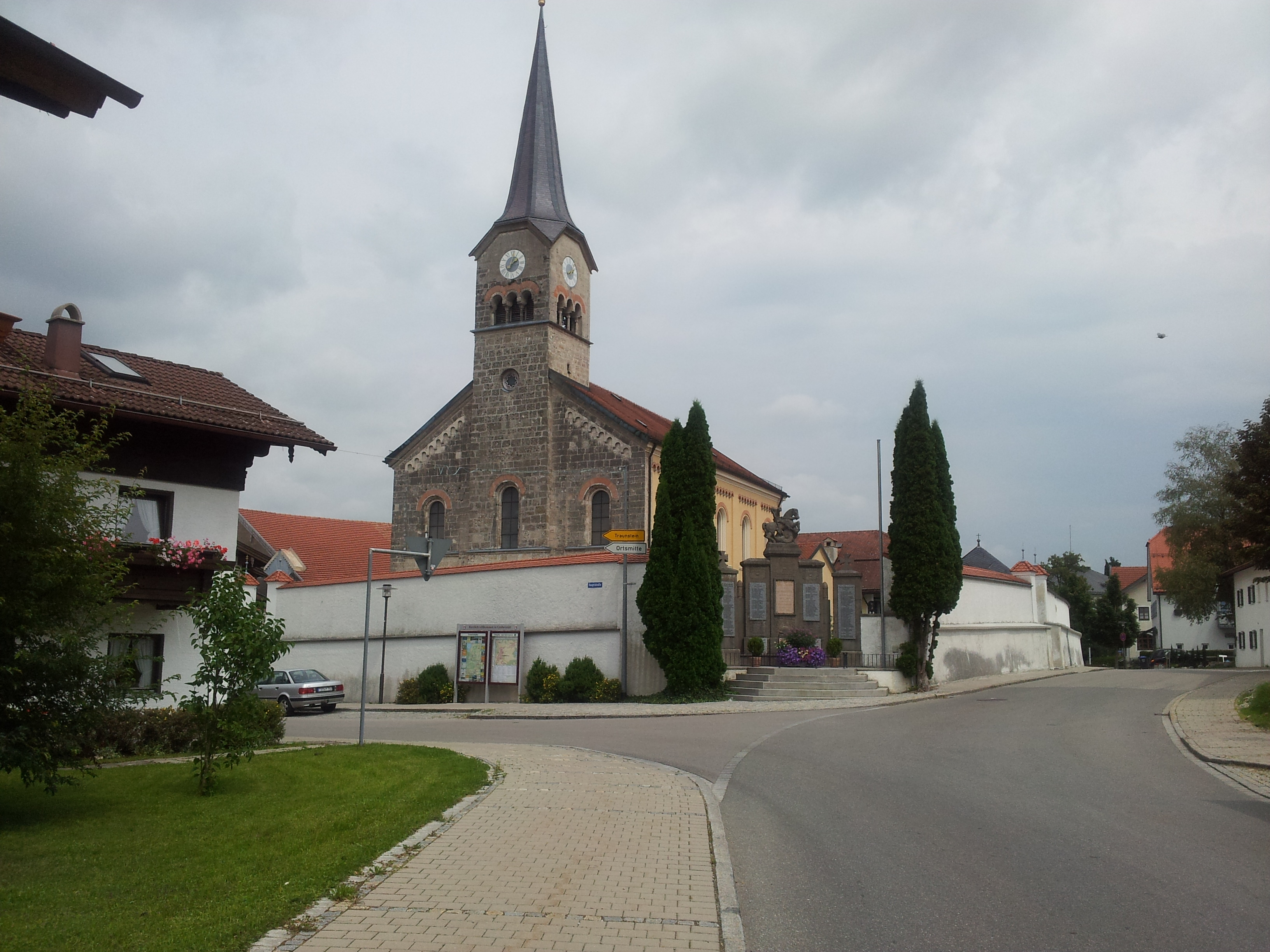
Ortsdurchfahrt und Pfarrkirche St. Maximilian (2012)

- Schloss Grabenstätt (seit 1995 Rathaus)
- Pfarrkirche St. Maximilian in Grabenstätt
- Johanneskirche in Grabenstätt mit der einzigen im Chiemgau erhalten gebliebenen Orgel von Joseph Anton Bohl aus dem Jahr 1848[14]
- Pfarrkirche Sankt Peter und Paul im Thale in Erlstätt
- Loretokirche in Marwang
- Römermuseum Grabenstätt, ehemals Privatsammlung Multerer
- Ausstellung "Chiemgau-Impakt – ein bayerisches Meteoritenkraterfeld" in der Schloßökonomie[15][16]

In einem Landschaftsschutzgebiet liegt der Tüttensee mit einem Rundweg und einem Lehrpfad mit Schautafeln.

## Wirtschaft und Infrastruktur

### Wirtschaft einschließlich Land- und Forstwirtschaft
2017 gab es in der Gemeinde 1858 sozialversicherungspflichtige Arbeitsplätze. Von der Wohnbevölkerung standen 1630 Personen in einem versicherungspflichtigen Beschäftigungsverhältnis. Damit war die Zahl der Einpendler um 228 Personen größer als die der Auspendler. 52 Einwohner waren arbeitslos. 2016 gab es 59 landwirtschaftliche Betriebe.

### Bildung
Es gibt folgende Einrichtungen (Stand 2018):
- 3 Kindertageseinrichtungen mit 183 genehmigten Plätzen und 186 Kindern
- 1 Volksschule mit sieben Klassen und 143 Schülern

## Verkehr
- Straße: Die Staatsstraße 2096 verbindet den Ort zu der südlich verlaufenden Bundesautobahn 8 hin.
- Schiene: Die nächstgelegenen Personenbahnhöfe befindet sich im südwestlich gelegenen Ort Übersee und am südöstlichen Bahnhof Bergen. Dort gibt es Zustiegsmöglichkeiten zu der Bahnstrecke Rosenheim–Salzburg.
- Luftfahrt: Am nördlichen Ortsrand besteht seit 1974 der 2002 als Sonderlandeplatz zugelassene Flugplatz Grabenstätt für Luftfahrzeuge aller Art bis 2000 kg Höchstabfluggewicht (MTOW).

## Persönlichkeiten

### Söhne und Töchter der Gemeinde
- Peter Müllritter (1906–1937), Fotograf, Kameramann und Bergsteiger
- Margret Friedrich (* 1954), Historikerin

### Mit der Gemeinde verbundene Persönlichkeiten
- Arthur Holzmann (1880–1969), Politiker (NSDAP)
- Franz Schoppa (1882–1956), Politiker der deutschen Minderheit in der Zweiten Polnischen Republik (KVP/DKV) und ehemaliger Abgeordneter des Schlesischen Parlaments